# Mister mamma
Mister mamma (Mr. Mom) è un film del 1983 diretto da Stan Dragoti.
È un film commedia statunitense con Michael Keaton, Teri Garr, Christopher Lloyd e Fred Koehler.

## Trama
Quella di Jack Butler è una famigliola simpatica e bene ordinata. Sua moglie Caroline lo vede partire al mattino per il suo lavoro di dirigente tecnico in una grande fabbrica e poi si occupa con amore di tre deliziosi marmocchi. Ma Jack viene licenziato per riduzione di personale e Caroline trova fortunatamente un posto di pubblicitaria, dove la sua intelligenza e le sue maniere fanno presto faville. I ruoli così si invertono. Il buon Jack resta a casa ed a questo punto cominciano le disavventure: i figli un po' scettici sulle di lui capacità, elettrodomestici recalcitranti e come stregati, la spesa da fare, i mille adempimenti quotidiani. Mentre la moglie fa carriera sotto lo stimolo del suo principale Ron, Jack sembra sprofondare in una sconsolata "routine": si lascia andare, ingrassa un poco, gioca a carte con le amiche (della moglie), si incanta davanti agli sceneggiati più melensi della TV, e così di seguito. Ma Caroline è saggia: durante un viaggio di lavoro, non appena avverte che Ron vorrebbe ormai passare alla intimità, rifila un pugno magistrale sul naso del principale e se ne torna a casa. Nella coppia, nulla e nessuno ha mai compromesso un tenero amore, Jack viene riassunto al lavoro. Tutto torna miracolosamente nell'ordine desiderato.

## Produzione
Il film, diretto da Stan Dragoti su una sceneggiatura di John Hughes, fu prodotto da Lynn Loring, Lauren Shuler Donner e, non accreditato, da Bruce McNall per la Aaron Spelling Productions e la Sherwood Productions e girato a Pasadena in California.

## Distribuzione
Il film fu distribuito con il titolo Mr. Mom negli Stati Uniti dal 22 luglio 1983 al cinema dalla Twentieth Century Fox e per l'home video dalla Vestron Video l'anno dopo.
Alcune delle uscite internazionali sono state:
- in Italia il 21 settembre 1983
- in Australia il 6 ottobre 1983
- in Svezia il 25 dicembre 1983
- in Germania Ovest il 13 gennaio 1984
- ad Hong Kong il 16 febbraio 1984
- in Giappone il 5 maggio 1984
- in Finlandia l'11 maggio 1984 (Varokaa, isä on irti!)
- in Francia il 30 maggio 1984 (Mister Mom)
- nelle Filippine il 23 dicembre 1984 (Perfect Daddy)
- nei Paesi Bassi l'11 aprile 1985
- in Portogallo il 26 febbraio 1988 (Profissão: Doméstico)
- in Uruguay il 17 novembre 1988 (Señor Mamá)
- in Ungheria (A kispapa)
- in Romania (Când mamica nu-i acasa...)
- in Serbia (Gospodin mama)
- in Spagna (Las locas peripecias de un señor mamá)
- in Italia (Mister mamma)

## Critica
Secondo il Morandini il film è una "commedia fiacca e ripetitiva che ricorda l'atmosfera e lo spirito degli anni '40". Secondo Leonard Maltin il film "non è un capolavoro ma Keaton [...] si dimostra estremamente portato per la commedia".

## Promozione
Le tagline sono:
- "When mom goes to work, dad goes berserk!".
- "Caroline's a rising executive. Jack just lost his job. Jack's going to have to start from the bottom up.".

## Remake
Dopo il successo del film, nel 1984 ne fu prodotto un remake televisivo, Mr. Mom, diretto da Terry Hughes. Era un episodio pilota di 30 minuti per una serie televisiva poi non più prodotta e fu trasmesso sulla ABC il 30 novembre 1984. Nel pilot il ruolo di Jack Butler è ripreso da Barry Van Dyke, quello di Caroline da Rebecca York.